# Campo de Villavidel
Campo de Villavidel è un comune spagnolo di 313 abitanti situato nella comunità autonoma di Castiglia e León.